# Kościół Najświętszego Serca Pana Jezusa w Gąbinie
Kościół Najświętszego Serca Pana Jezusa w Gąbinie – rzymskokatolicki kościół parafialny należący do dekanatu gąbińskiego diecezji płockiej.
Obecna żelbetowa świątynia została wzniesiona w latach 1957—1966 dzięki staraniom księdza Stefana Budczyńskiego według projektu architekta Stanisława Marzyńskiego na starych fundamentach neogotyckiego kościoła wzniesionego w latach 1913-1934 według projektu architekta Józefa Piusa Dziekońskiego i rozebranego przez hitlerowców w 1942 roku. Świątynia razem z przylegającymi do niego salami katechetycznymi została bardzo solidnie wybudowana, pieczołowicie został dopracowany każdy element. Budowla została konsekrowana w dniu 16 października 1966 roku przez biskupa płockiego Bogdana Mariana Sikorskiego jako pomnik Sacrum Millennium w diecezji płockiej.
Wieża kościoła ma 40 metrów wysokości.